# Tipula (Lunatipula) hispanolivida
Tipula (Lunatipula) hispanolivida is een tweevleugelige uit de familie langpootmuggen (Tipulidae). De soort komt voor in het Palearctisch gebied.